# Macrotoma gerstaeckeri
Macrotoma gerstaeckeri är en skalbaggsart som först beskrevs av Auguste Lameere 1903.  Macrotoma gerstaeckeri ingår i släktet Macrotoma och familjen långhorningar. Inga underarter finns listade i Catalogue of Life.